# André Dumontmonument

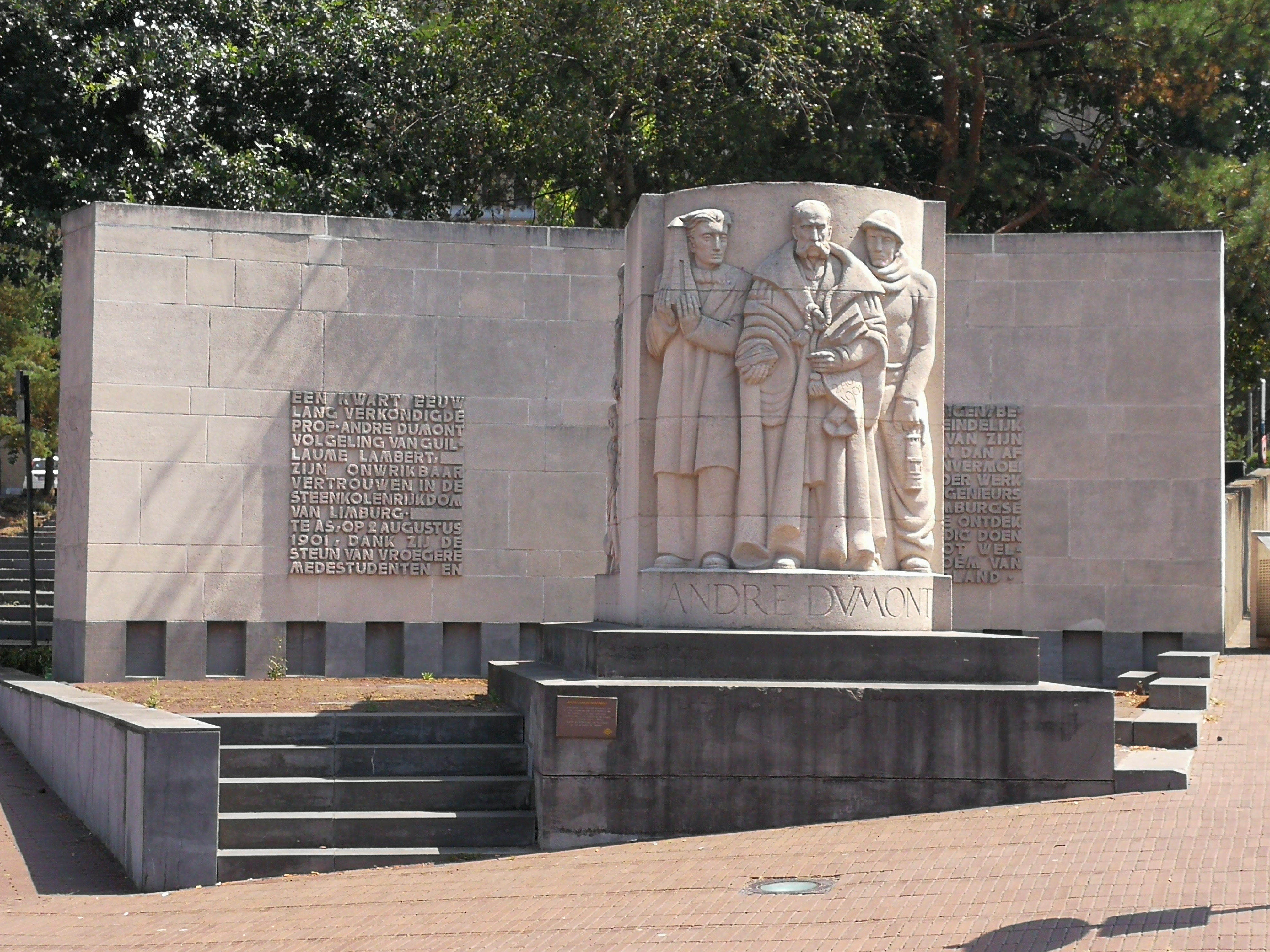

Het André Dumontmonument is een gedenkteken te Genk dat zich bevindt op het Schepen Noël Bijnensplein tegenover de Sint-Martinuskerk.
Het betreft een van de twee gedenktekens in de Limburgse mijnstreek voor André Dumont, de ontdekker van de steenkoollagen en daardoor de gangmaker van de Kempense mijnzetel. Het andere gedenkteken bevindt zich te As.
Het Genkse monument werd opgericht in 1951 en het bestaat uit een carré van stenen, waarop door Harry Elström een aantal beeldengroepen in reliëf werden uitgebeeld. Het centrale reliëf verbeeldt André Dumont met een brok steenkool in zijn hand. Hij wordt geflankeerd door een landbouwer die een boortoren draagt, en een mijnwerker die voorzien is van een mijnlamp.